# Östersunds FK
Az Östersunds Fotbollsklubb egy svéd labdarúgóklub, melynek székhelye Östersundban található, jelenleg a svéd első osztályban szerepel.
Hazai mérkőzéseiket a Jämtkraft Arenaban játsszák. A stadion 8466 fő befogadására alkalmas. A klub hivatalos színei a piros-fekete.

## Története
A klubot három östersundi csapat összevonásából alapították 1996-ban. A harmadosztályban kezdték meg szereplésüket 1997-ben. A másodosztályba (Superettan) csak 2012-ben jutottak fel. 2015-ben a második helyen végeztek és történetük során először feljutottak az élvonalba. A 2016–17-es szezonban elhódították a svéd kupát.

## Sikerlista
- Svéd másodosztály 2. helyezettje (1): 2015
- Svéd kupa (1): 2016–17

## Nemzetközi szereplés
| Szezon  | Kupasorozat | Forduló | Nemzet | Ellenfél        | Hazai | Vendég | Össz.      |
| ------- | ----------- | ------- | ------ | --------------- | ----- | ------ | ---------- |
| 2017–18 | Európa-liga | 2. SK   | TUR    | Galatasaray     | 2–0   | 1–1    | 3–1        |
| 2017–18 | Európa-liga | 3. SK   | LUX    | Fola Esch       | 1–0   | 2–1    | 3–1        |
| 2017–18 | Európa-liga | RJ      | GRE    | PAÓK            | 2–0   | 1–3    | 3–3 (irg.) |
| 2017–18 | Európa-liga | CSK     | ESP    | Athletic Bilbao | –     | –      |            |
| 2017–18 | Európa-liga | CSK     | GER    | Hertha BSC      | –     | –      |            |
| 2017–18 | Európa-liga | CSK     | UKR    | Zorja Luhanszk  | –     | –      |            |

- 2. SK = 2. selejtezőkör
- 3. SK = 3. selejtezőkör
- RJ = Rájátszás
- CSK = Csoportkör
- bu. = Büntetők után
- irg. = Idegenben rúgott góllal